# Dolicholana porcellana
Dolicholana porcellana är en kräftdjursart som först beskrevs av Barnard 1936.  Dolicholana porcellana ingår i släktet Dolicholana och familjen Cirolanidae. Inga underarter finns listade i Catalogue of Life.